# Hans Christoph Boppel
Hans Christoph Boppel (* 11. Juli 1951 in Bergzabern) ist ein deutscher Politiker (Die Grünen) und ehemaliger Abgeordneter des Hessischen Landtags.

## Ausbildung und Beruf
Hans Christoph Boppel besuchte 1958 bis 1962 die Volksschule in Bergzabern und 1962 bis 1970 die neusprachlichen Gymnasien in Bad Bergzabern und Pirmasens. Nach dem Abitur im Jahr 1970 verweigerte Boppel den Wehrdienst und leistete 1971/72 den Ersatzdienst beim CVJM Pfalz und beim Unfallrettungsdienst und Krankentransport des Arbeiter-Samariter-Bundes in Pirmasens. 1972 bis 1974 und 1976 bis 1979 studierte er Psychologie in Trier. Das Studium schloss er 1980 mit dem Diplom ab. 1981 bis 1982 war er Mitarbeiter am Zentrum für psychosomatische Medizin in Gießen.

## Politik
Hans Christoph Boppel war Mitglied der Grünen-Fraktion im hessischen Landtag in der 11. Wahlperiode. Zunächst war er in der ersten Hälfte der Wahlperiode Fraktionsassistent der Fraktion der GRÜNEN im Landtag (1. Januar 1983 bis 15. April 1985). In der zweiten Hälfte rückte er aufgrund des Rotationsprinzips der Grünen am 16. April 1985 als Mitglied des Hessischen Landtags für Gertrud Schilling nach. In der Grünen-Fraktion war er umweltpolitischer Sprecher. Bei der folgenden Landtagswahl wurde er ebenfalls gewählt. Diesmal nahm er die erste Hälfte der Wahlperiode wahr und rotierte am 14. November 1989 aus dem Landtag. Nachrücker wurde Reinhold Weist.
1994 organisierte Boppel den Wahlkampf von BÜNDNIS 90/DIE GRÜNEN in Sachsen-Anhalt, der zum Wiedereinzug der GRÜNEN in den Landtag und zu deren Regierungsbeteiligung führte.

## Verwaltungstätigkeiten
1989 bis 1993 war Boppel als Dezernent für Bauaufsicht, Denkmalschutz, Wohnbauförderung, Abfallwirtschaft, Naturschutz und Verkehr im Landkreis Gießen tätig. Danach wurde er Leiter des EXPO-Büros der Landesregierung von Sachsen-Anhalt und Referent für eigenständige Regionalentwicklung im Ministerium für Raumordnung, Landwirtschaft und Umwelt.
Zwischen 2000 und 2005 leitete Boppel das Referat „Grundsatzfragen der Umweltpolitik, Nachhaltige Entwicklung, Agenda 21, Umweltbildung, Energie, Klimaschutz“ im Minister für Umwelt und Naturschutz, Landwirtschaft und Verbraucherschutz des Landes Nordrhein-Westfalen. Von 2005 bis 2013 war er als Referatsleiter im Ministerium für Generationen, Familie, Frauen und Integration des Landes Nordrhein-Westfalen und in der Staatskanzlei des Landes Nordrhein-Westfalen für Eine-Welt-Politik und Entwicklungszusammenarbeit zuständig.
Von April 2013 bis Mai 2017 war Boppel Fachbereichsleiter für Klima, Erneuerbare Energien, Umweltwirtschaft, Verbraucherschutz und Nachhaltige Entwicklung in der nordrhein-westfälischen Landesvertretung in Brüssel. Zusammen mit der Journalistin Monika Hoegen war er von 2015 bis 2017 Gastgeber des entwicklungspolitischen Roundtable Brussels Happy Development Hour.

## Zivilgesellschaftliche Aktivitäten
Seit September 2017 ist Boppel Mitglied des Vorstands von Eine Welt Netz NRW e.V. (Münster), seit Dezember 2017 auch Vorstandsmitglied des nationalen entwicklungspolitischen Dachverbands VENRO e.V. (Berlin). Seit Mai 2018 ist er Vorsitzender des Kuratoriums von Engagement Global gGmbH (Bonn). Seit Dezember 2018 wirkt Boppel in der Nationalen Plattform Bildung für nachhaltige Entwicklung beim Bundesministerium für Bildung und Forschung mit und ist seit Februar 2021 der Vorsitzende von deren „Arbeitsgruppe Geschäftsordnung“.